# Ałamowci
Ałamowci (bułg. Аламовци) – wieś w południowej Bułgarii, w obwodzie Smolan, w gminie Złatograd. Zarządzającym jest Mitko Batkadżow.
Wieś Ałamowci znajduje się w Rodopach, 10 km od centrum administracyjnego gminy Złatogradu.